# Син диявола
Канадський фільм 2017 року студії «Malefic Films».фільм повністю на реальній основні.

## Про фільм
Сценарист і режисер — Майкл Мелскі.

## Стислий зміст
Сімейна пара — музикант Ліам та журналістка Рей — зупиняється у відокремленому готелі. Тут сорок років тому знаходився пологовий будинок для незаможних жінок.
Вагітна Рей бачить привид убитої тут матері та розкриває страшну таємницю про долі дітей, що народжувалися у цьому закладі.

## Знімались
- Аллан Гоуко
- Сюзанн Клеман
- Шеллі Томпсон